# Schloss La Ferté-Saint-Aubin

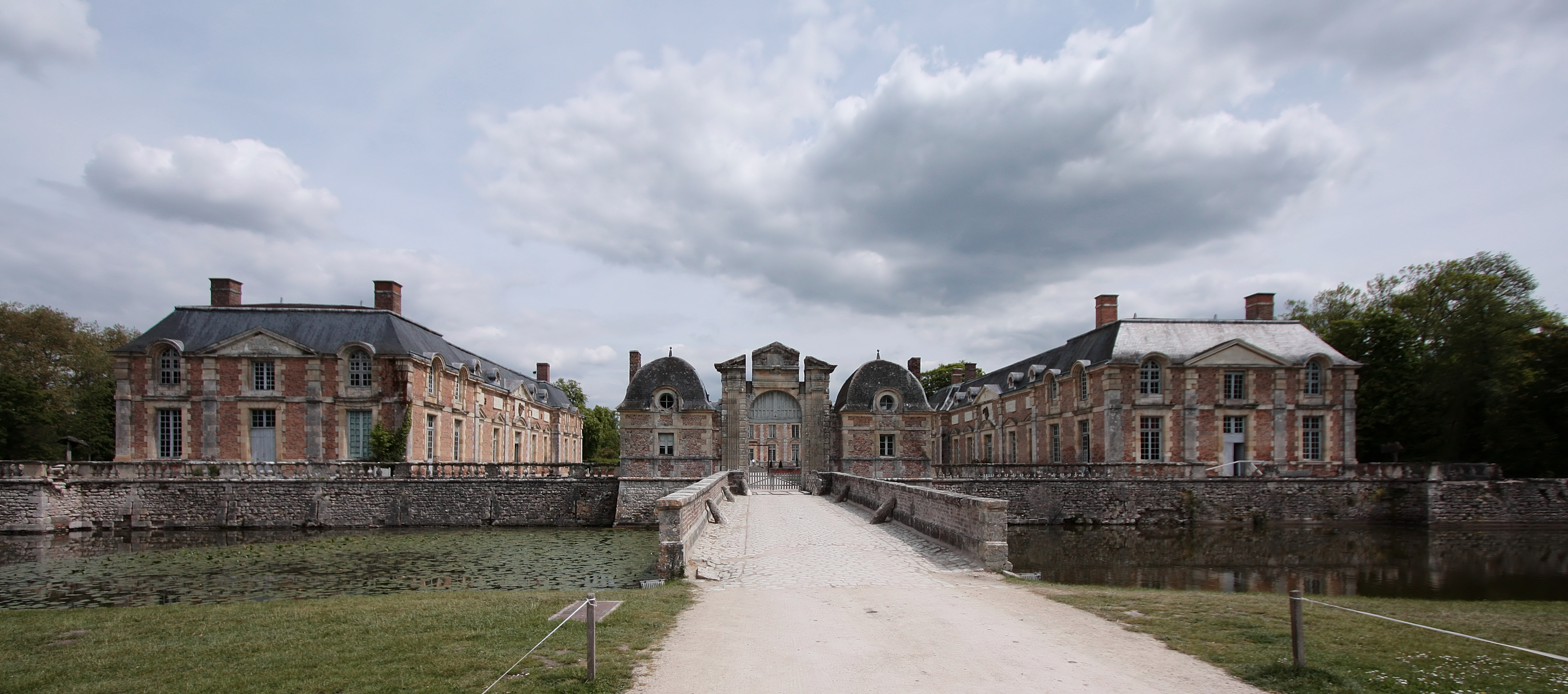
Eingangsseite des Schlosses La Ferté-Saint-Aubin

Schloss La Ferté-Saint-Aubin ist ein Loire-Schloss in der Gemeinde La Ferté-Saint-Aubin im Département Loiret der Region Centre-Val de Loire in Frankreich. Es liegt am Ufer des Flusses Cosson.

## Baugeschichte

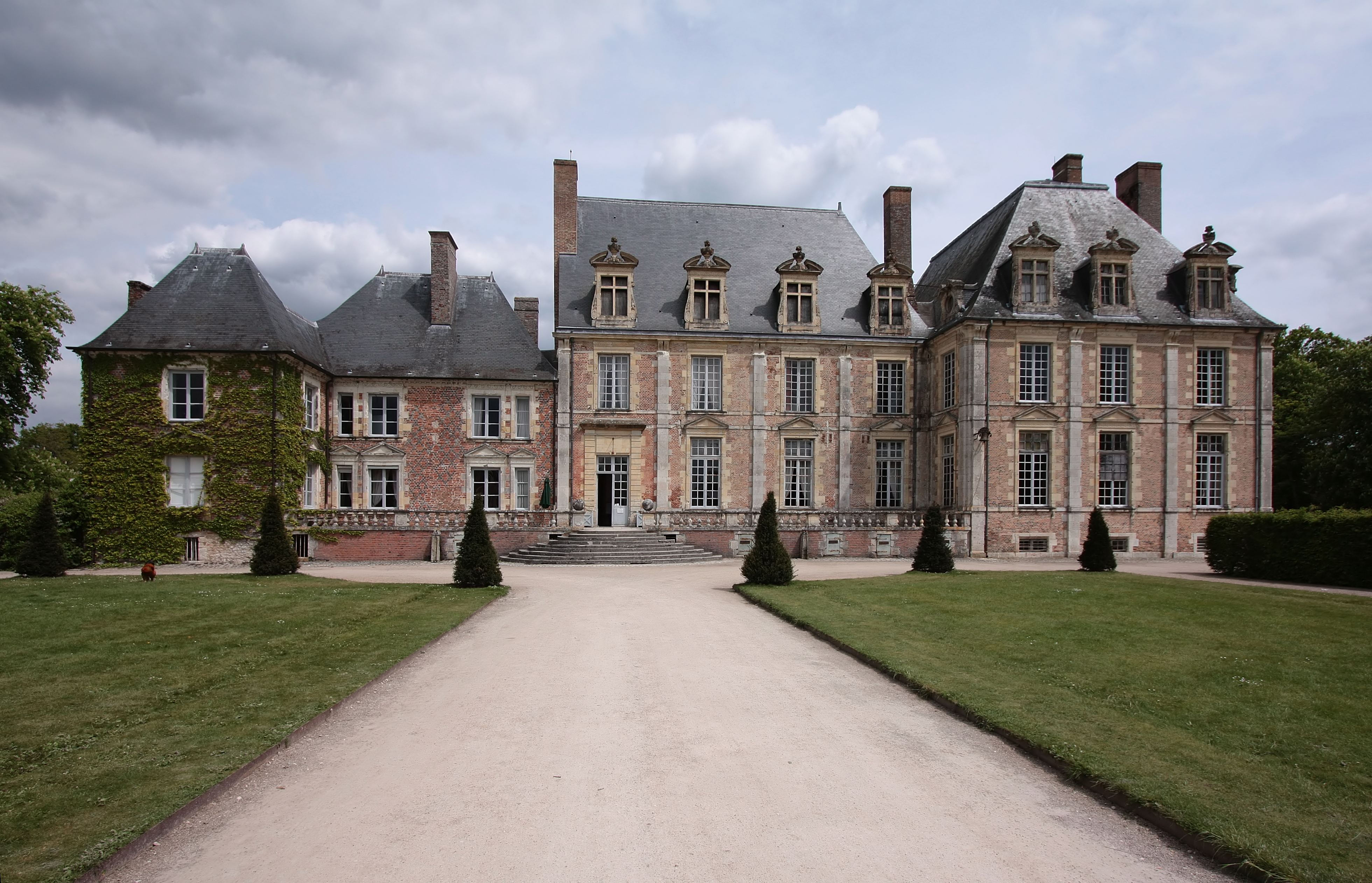
Hauptgebäude

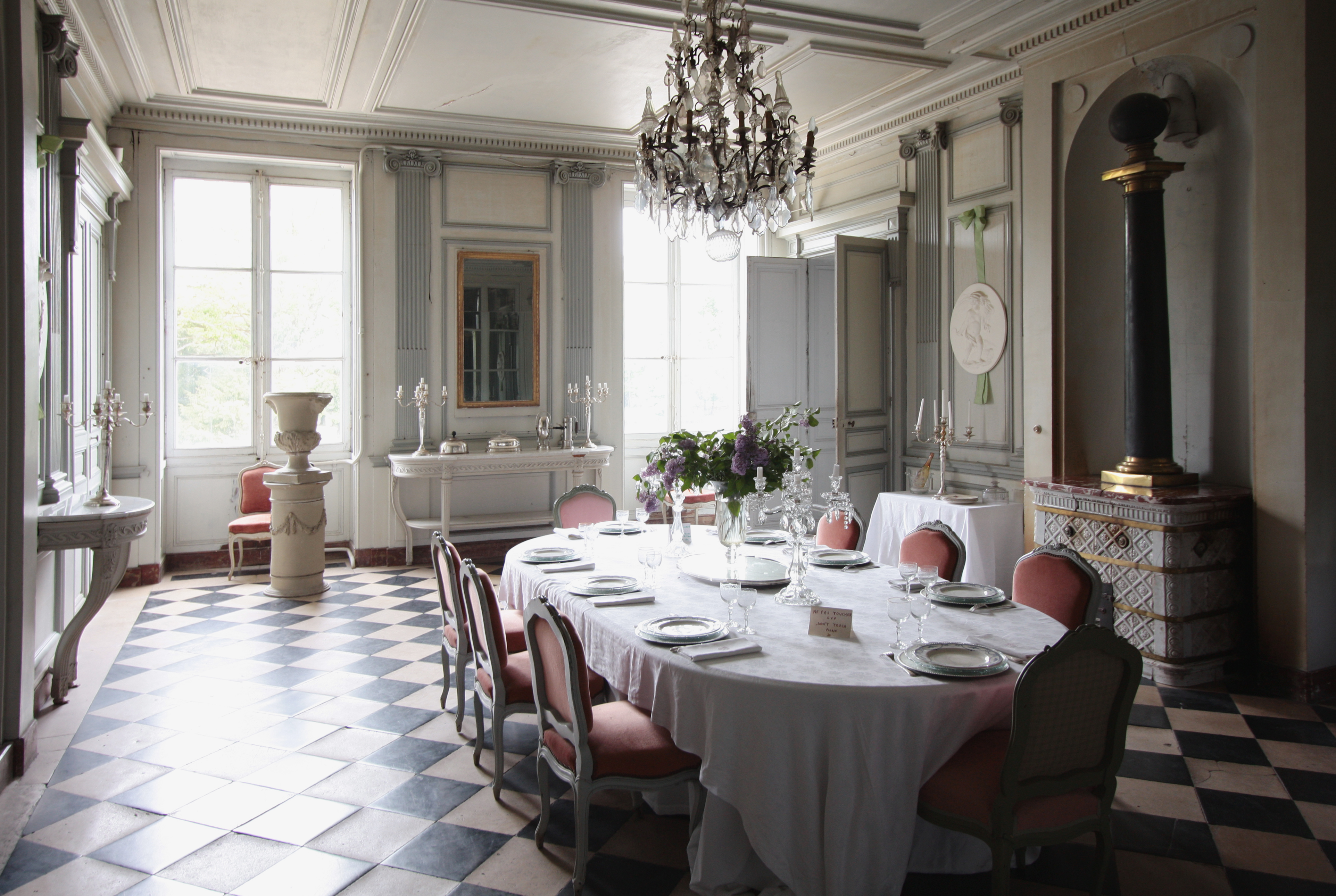
Esszimmer

Der linke Teil des eigentlichen Schlosses stammt aus der Zeit zwischen 1590 und 1620 und wurde von Henri de St.-Nectaire auf den Ruinen eines 1562 zerstörten Schlosses errichtet. Der von 1630 bis 1640 nach Plänen von François Mansart angefügte rechte Teil des Gebäudes geht auf seinen Sohn Henri de La Ferté-Senneterre, Marschall von Frankreich, zurück. Er ließ auch die Stallungen (linke Anbauten) und den linken Pavillon errichten. Marschall de Lowendal, der das Anwesen seit Mitte des 18. Jahrhunderts besaß, erweiterte die Schlossanlage um die rechten Anbauten, den rechten Pavillon sowie eine neugotische Kapelle im Park.
Im Zuge der Französischen Revolution wurde Schloss La Ferté-Saint-Aubin konfisziert und 1827 schließlich an Marschall François Victor Masséna veräußert. 1987 erwarb es Jacques Guyot und machte es der Öffentlichkeit zugänglich. Gegenwärtiger Besitzer ist sein Sohn Lancelot Guyot.

## Schlossanlage
Die auf Haustein und Ziegel basierende Bauweise der von einem Wassergraben eingeschlossenen Anlage folgt dem traditionellen Baustil der Sologne. Der Blick auf Schloss und Ehrenhof öffnet sich erst, nachdem eine Brücke überquert und das große, von zwei Pavillons mit Kuppeldach flankierte Tor passiert wurde. Das linke, „kleine“ Schloss hat noch die ursprünglichen rautenförmigen Ziegel, während das recht, „große“ Schloss eine barocke Fassade mit verzierten Dacherkern zeigt. Dem Besucher stehen 15 mit alten Möbeln eingerichtete Räume offen, die sich über drei Stockwerke verteilen. Der Große Salon und das Esszimmer sind mit Mobiliar aus dem 18. Jahrhundert eingerichtet.
In den zwei gleichartigen Nebengebäuden der Anlage, die den Ehrenhof abschließen, sind links die Stallungen untergebracht, rechts eine Orangerie.
Der sich auf 40 Hektar ausdehnende Schlosspark wurde bereits 1630 als Französischer Garten angelegt und ab 1822 zu einem Landschaftspark verändert. Seit 1992 hat er wieder das Aussehen wie im 18. Jahrhundert, mit Laubengängen und insgesamt sieben Kanälen, die vom Cosson gespeist werden. Zur Parkflora gehören unter anderem Sumpfzypressen und Araukarien.
Das Schloss steht seit 1961 als Monument historique unter Denkmalschutz, der Park sowie die Wassergräben wurden 1944 in die Denkmalliste aufgenommen.